# Aarubote
Aarubote – gaun wikas samiti we wschodniej części Nepalu w strefie Meći w dystrykcie Panchthar. Według nepalskiego spisu powszechnego z 2001 roku liczył on 779 gospodarstw domowych i 4122 mieszkańców (2149 kobiet i 1973 mężczyzn).